# Come Clean (filme)
Come Clean (br.:Fale a Verdade/ Sejamos Camaradas/ Dois Amigos em Apuros - TV) também conhecido em inglês como Save the Ladies é um filme de comédia estadunidense de 1931, de curta-metragem, dirigido por James W. Horne e produzido por Hal Roach, estrelado por Laurel & Hardy.

## Elenco
- Stan Laurel...Stan Laurel
- Oliver Hardy...Ollie Hardy
- Gertrude Astor...Senhora Hardy
- Linda Loredo...Senhora Laurel
- Mae Busch...Kate
- Charlie Hall...Atendente da sorveteria
- Tiny Sandford...porteiro (não creditado)
- Gordon Douglas...atendente do hotel
- Eddie Barker...detetive

## Sinopse
O Senhor e a Senhora Hardy estão querendo passar uma noite romântica no apartamento deles, quando são interrompidos pela chegada do casal Laurel. Os Hardy tentam fingir que não estão mas são descobertos e não tem outra alternativa senão receberem as visitas inconvenientes. Stan diz que quer tomar sorvete e quando Ollie afirma não ter, os dois saem juntos para comprar. No caminho, salvam atrapalhadamente uma mulher suicida que se afogava no rio. Ao se recuperar, ela quer que a dupla a leve junto e ameaça gritar e contar aos outros que eles tentaram lhe matar, caso não aceitem. Ollie e Stan ficam assustados e a levam para o apartamento dos Hardy, e tentam escondê-la das desconfiadas esposas.

## Produção
- A cena de abertura é um retrabalho da vista no filme mudo Should Married Men Go Home?
- Linda Loredo, que interpreta a Senhora Laurel, aparecera em muitas versões em língua estrangeira de muitos filmes de curta-metragem anteriores. Essa foi a única participação dela numa versão inglesa da dupla Laurel e Hardy. Linda morreu de peritonite pouco meses depois, com a idade de 24 anos .
- O filme foi mais tarde retrabalhado com o título de Brooklyn Orchid, de 1942, com William Bendix e Joe Sawyer.

## Ligação externa
- Come Clean. no IMDb.